# RUAG Aerospace

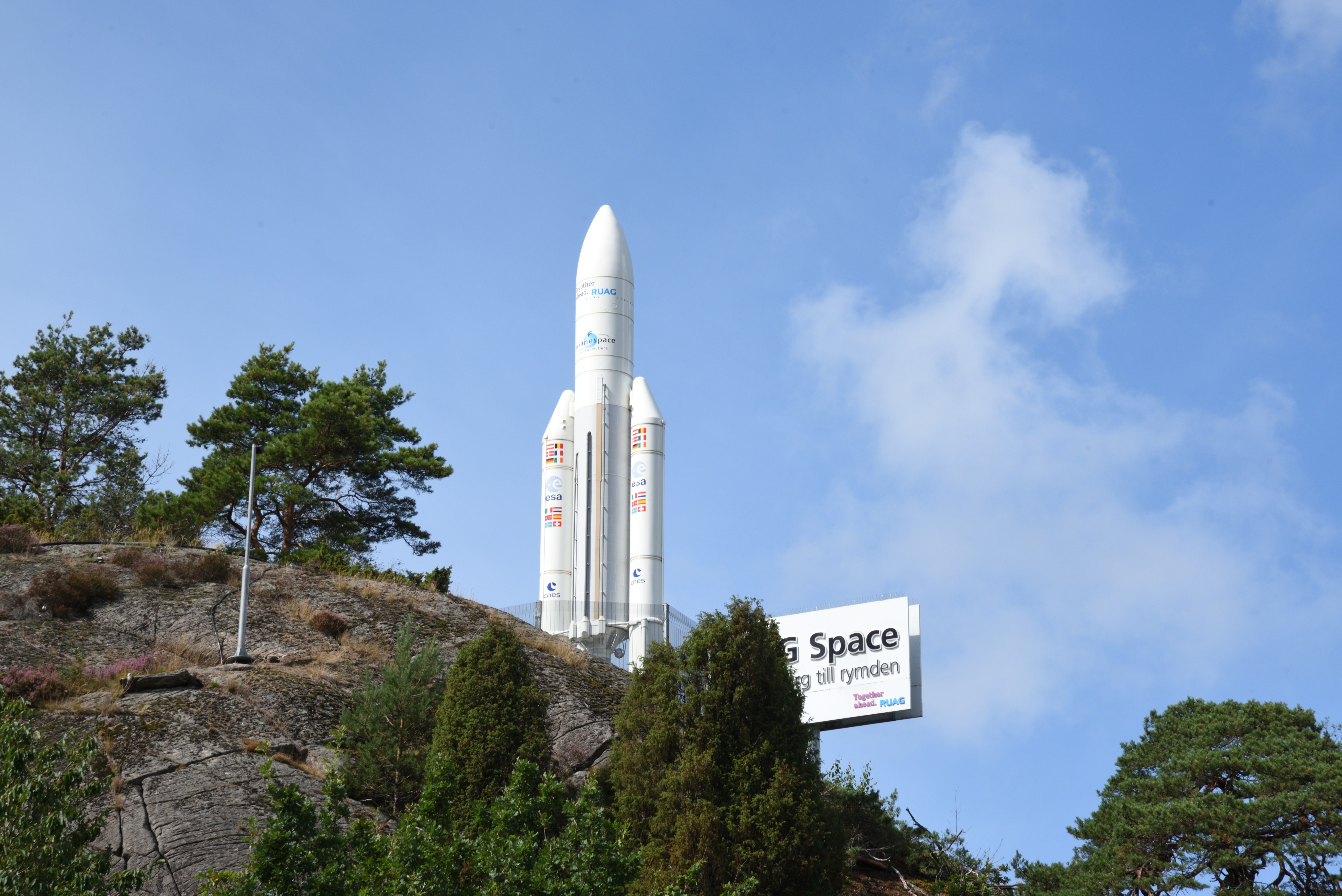
Raket vid RUAG Space anläggning i Göteborg.

RUAG Space är en division inom en schweizisk högteknologisk företagsgrupp inom flyg, rymd och försvarsteknik som heter RUAG Holding.

## RUAG Space
Det svenska företaget Saab Space AB köptes 1 september 2008 av RUAG Holding AG, ett statligt schweiziskt företag med säte i Bern. I september 2009 köptes Schweiz dominerande rymdindustriföretag Oerlikon Space av RUAG. Dessa bolag, tillsammans med den ursprungliga rymdverksamheten inom RUAG, bildar nu en rymddivision med över 1 000 anställda i Schweiz, Sverige och Österrike tillsammans. Den nya rymddivisionen är Europas ledande, oberoende apparatleverantör till världens rymdindustri.
RUAG Space i Sverige utvecklar och tillverkar datorsystem, antenner och mikrovågselektronik till satelliter samt adaptrar och separationssystem till bärraketer. Företaget har för närvarande 418 anställda (december 2016). RUAG Space i Sverige har sitt huvudkontor och sin produktionsanläggning för högtillförlitlig elektronik i Göteborg och har en division för mekaniska system i Linköping.

## Föregångaren Saab Space
Saab Space var ett dotterbolag i Saab-koncernen med satellittillverkare och raketoperatörer som kunder. 
Till satelliter levererade företaget datorsystem, antenner och mikrovågselektronik. Till bärraketer så som Ariane 5, levererade man styrdatorer samt adaptrar och separationssystem. Till ESA:s ATV levererade man en dator som har till uppgift att övervaka farkostens övriga datorer. 
Tidigare levererade man även styrdatorer till de numera nedlagda raketerna Ariane 1, Ariane 2, Ariane 3 och Ariane 4.
Företagets huvudkontor låg i Göteborg där konstruktion och tillverkning av elektronik och småantenner skedde. I Linköping låg en avdelning som tillverkade de världsledande separationssystemen för bärraketer. Saab Space hade ett dotterbolag i Wien som är specialister på avancerade mekanismer, på isolationsfiltar till satelliter och på mekanisk stödutrustning som används vid slutmontering och transport av satelliter. 
Saab Space hade ca 500 anställda varav 315 arbetade i Göteborg, 60 i Linköping och 125 i Wien.